# 나가세촌 (아이치현)
나가세촌(長瀬村)은 아이치현 헤키카이군에 설치되었던 촌이다. 현재의 오카자키시 서부·안조시 동부에 해당한다.